# Coque (España)
Coque es una aldea española situada en la parroquia de Larín, del municipio de Arteijo, en la provincia de La Coruña, Galicia. Tiene una población de 34 habitantes (INE, 2020).

## Demografía
| Gráfica de evolución demográfica de Coque entre 2000 y 2020 |
|                                                             |
| Datos según el nomenclátor publicado por el INE.            |